# Sicydium crenilabrum
Sicydium crenilabrum és una espècie de peix de la família dels gòbids i de l'ordre dels perciformes.

## Morfologia
- Els mascles poden assolir 6,6 cm de longitud total.[4]

## Hàbitat
És un peix d'aigua dolça, de clima tropical i demersal.

## Distribució geogràfica
Es troba a Àfrica: el Camerun, la República del Congo, la Costa d'Ivori i la Guinea Equatorial.

## Observacions
És inofensiu per als humans.